# Gérard Walch
Gérard Walch, né le 24 mars 1865 à Bréda et mort le 8 avril 1931 à Amsterdam, est un écrivain et journaliste néerlandais d'expression française.
Son œuvre principale consiste en une vaste Anthologie des poètes français contemporains, couvrant la période de 1866 (date de parution du Parnasse contemporain) à 1906, qui remporta un grand succès et fit l'objet de multiples suppléments et rééditions.

## Ouvrages
- Anthologie des poètes français contemporains (1906, 3 volumes)
- Nouvelles pages anthologiques (1910)
- Poètes d'hier et d'aujourd'hui : supplément à l'Anthologie des poètes français contemporains (1916), nouvelle édition remaniée (1927)
- Poètes nouveaux : supplément à l'Anthologie des poètes français contemporains (1923)